# Lestes pinheyi
Lestes pinheyi là một loài chuồn chuồn kim thuộc họ Lestidae. Loài này có ở Botswana, Malawi, Namibia, Nigeria, Tanzania, Uganda, Zambia, Zimbabwe, và có thể cả Cộng hòa Congo. Môi trường sống tự nhiên của chúng là xavan khô, xavan ẩm, vùng cây bụi khô khu vực nhiệt đới hoặc cận nhiệt đới, vùng cây bụi ẩm khu vực nhiệt đới hoặc cận nhiệt đới, đất ngập nước với cây bụi là chủ yếu, đầm lầy, đầm nước ngọt, và đầm nước ngọt có nước theo mùa.